# Рјана (Лука)
Рјана је насеље у Италији у округу Лука, региону Тоскана.
Према процени из 2011. у насељу је живело 72 становника. Насеље се налази на надморској висини од 347 м.